# Baltoro Kangri
De Baltoro Kangri (Urdu: بالتورو کانگری) of de Golden Throne (Engels voor gouden troon) is een 7312 meter hoge berg in de Pakistaanse Karakoram. De berg ligt ten zuiden van de Baltoro Muztagh-keten, waartoe de hogere Gasherbrum (8068 m) en K2 (8611 m) behoren.
In het zuidwesten is de Baltoro Kangri verbonden met de Chogolisa (7665 m) en in het oosten met de Siachen Muztagh-keten en de Saltoro Muztagh-keten. Aan de voet van de westflank van de berg ligt de oorsprong van de enorme Baltorogletsjer. Ten noorden van de berg ligt de Abbruzigletsjer, een zijgletsjer van de Baltorogletsjer.
De naam Golden Throne werd bedacht door de bergbeklimmer William Martin Conway (1856-1937).